# Příběhy včelích medvídků

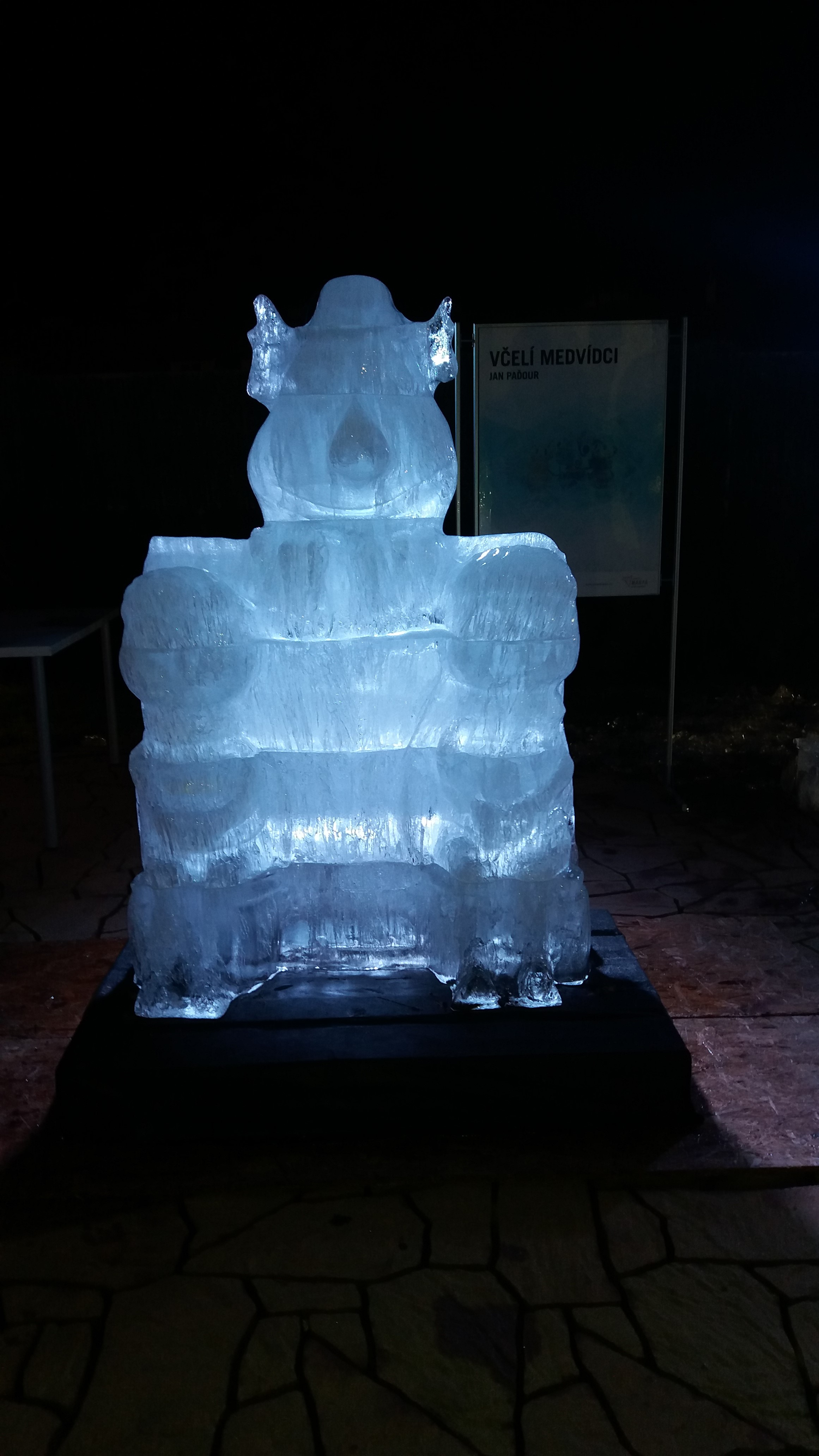
Postavička Pučmelouda vyrobená z ledu (2016)

Příběhy včelích medvídků je původně československý loutkový televizní seriál z dětského cyklu Večerníčků, natočený podle stejnojmenné knihy Jiřího Kahouna. Jeho hlavními postavami jsou občas poněkud neposlušní čmeláčí kluci Čmelda a Brumda, krom nich se tam dále vyskytují další hrdinové převážně z hmyzí říše (čmeláčí maminka, luční koník, Pučmeloud, roháč a mnoho dalších). První řada seriálu byla vyrobena v roce 1984. Vypravěče provázejícího příběhem a řadu postav namluvil herec Josef Dvořák, další postavy namluvili např. Aťka Janoušková a Pavel Zedníček. Autorem populárních písničkových textů je Zdeněk Svěrák a hudbu ke všem dílům složil Petr Skoumal.

## Seznam dílů
První řada (díly 1–13) byla vyrobena v roce 1984. Druhá řada (díly 14–20) byla vyrobena v roce 1994.

### První řada (1984)
1. Zlobivý
2. Medový
3. Mokrý
4. Kroupový
5. Strašidlový
6. Zatoulaný
7. Světluškový
8. Čtyřlístkový
9. Ubrečený
10. Bonbónový
11. Splašený
12. Rohatý
13. Zimní

### Druhá řada (1994)
1. Strašidelný klobouk
2. Rozsýpací hodiny
3. Splešťule blátivá
4. Jediný Pučmeloud na světě
5. Boty pro Kvapníka
6. Sluneční prasátko
7. Čarovná zahrada

## Jiná média
Seriál vyšel i ve formě MC kazet a CD, v letech 1997–2004  s mnoha novými příběhy a postavami, které namluvil Václav Vydra.

## Seznam dílů v audio verzi

### 1. díl – Příběhy Včelích medvídků (CD, MC) 1997
- Jak se učili létat (spojeny dvě televizní epizody – Zlobivý a Kroupový)
- Medový soudek
- Jak našli poklad
- Jak se koníček splašil
- Tlaková níže
- Duha duhová
- Boty pro Kvapníka
- Strašidelný klobouk
- Jak malovali až vymalovali
- Jak si hráli se zimou

### 2. díl – Další příběhy Včelích medvídků (CD, MC) 1997
- Bleší cirkus
- Sluneční prasátko
- Rozsýpací hodiny
- Ukradené potěšení
- Splešťule Blátivá
- Jediný Pučmeloud na světě
- Paní Pučmeloudová
- Čarovná zahrádka

3. a 4. díl obsahuje zcela nové příběhy, které jíž na původní seriál nenavazují.

### 3. díl – Nové písničky a příběhy Včelích medvídků (CD, MC) 1997
- Oříšek s Překvapením
- Zub hlouposti
- Letecký den
- Fialová nadílka
- Jakou barvu má vážka

### 4. díl – Pučmeloud a Včelí medvídci (CD, MC) 2004
Na CD je každý příběh rozdělen na jednotlivé části mezi kterými lze rychle přeskakovat.
- Nebojte se Pučmelouda (na CD rozdělen na znělku – "Veselá I", úvod, píseň "Školní" Kvapníkovu písničku "Přátelé Chvátám" a na dokončení příběhu)

- Co má Pučmeloud nejradši (na CD rozdělen na úvodní část, píseň "Modré z nebe" a dokončení s názvem "Boule z lásky")

- Ouha, jak je dlouhá dlouhá chvíle (na CD rozdělen na úvod, píseň "Dlouhá chvíle" a na dokončení s názvem "Kdo má čas na Dlouhou chvíli?", na kazetě je první část dílu na straně A a druhá na straně B)

- Čí je pampeliška? (na CD rozdělen na úvodní část, Pučmeloudovu píseň "Ploty" a na dokončení s názvem V kleci)

- Jak vyléčit Pučmelouda (na CD rozdělen na úvod, píseň "Veselá II", která se oproti té první liší v tom, že v ní zpívá i Václav Vydra a na finální část s názvem "Tatínek Pučmeloud").